# Palais Euskalduna
Résidence
Le Palais Euskalduna est un centre de congrès situé dans la ville de Bilbao. Il a été inauguré le 19 février 1999 et ses architectes sont Federico Soriano et Dolores Palacios. Il comprend des espaces capables de recevoir des spectacles scéniques et pour la tenue de réunions et autres actes du monde des affaires. Il est situé sur les rives la ria de Bilbao, occupant une partie des terrains sur lesquels on a érigé les Astilleros Euskalduna (chantiers navals).
Les travaux ayant commencé en 1994, il a été inauguré en février 1999 et représente la consolidation de l'activité musicale et de l'activité de congrès qui ont caractérisé le rôle traditionnel de Bilbao comme pôle d'un tourisme commercial intense.
La surface totale du projet dépasse les 25 000 mètres2. Il abrite une Salle Principale avec 2 164 localités, trois salles plus petites, huit salles d'essai, sept salles pour conférences et conférences de presse, ainsi que le reste d'installations complémentaires (cafétéria, restaurant, galerie commerciale, etc.). Le bâtiment a une hauteur 53 mètres et 7 étages, et sa façade orientée vers la ria est couverte avec des plaques métalliques oxydées, en hommage à l'ancienne activité d'armateur et sidérurgique de la ville.
Durant l'année 2003 il a été le lauréat par l'AIPC (Association Internationale de Palais des congrès) comme le meilleur centre de congrès du monde. Avec le Théâtre Arriaga, il héberge des spectacles musicaux et théâtraux de la ville.
Le Palacio Euskalduna est bien desservi, principalement par tramway, puisqu'il dispose d'une gare, Euskalduna, avec l'entrée. D'autres façons d'arriver sont le métro de Bilbao dans la station de San Mamés (L1 et L2) (sortie Sabino Arana) et le train de la Renfe Cercanías Bilbao, dans la gare de San Mamés (c-1 et c-2).
En outre, dans le bâtiment, au troisième étage on trouve le célèbre restaurant Etxanobe. Dirigé par Fernando Canales, cuisinier basque de réputation internationale et, qui dispose une étoile Michelin et plusieurs autres prix.
Avec le Palacio Euskalduna il y a plusieurs travaux d'art urbain, comme la connue Bosque de árboles : des réverbères sous forme d'arbre placés en groupes, formant une espèce de forêt.